# Chrząchówek

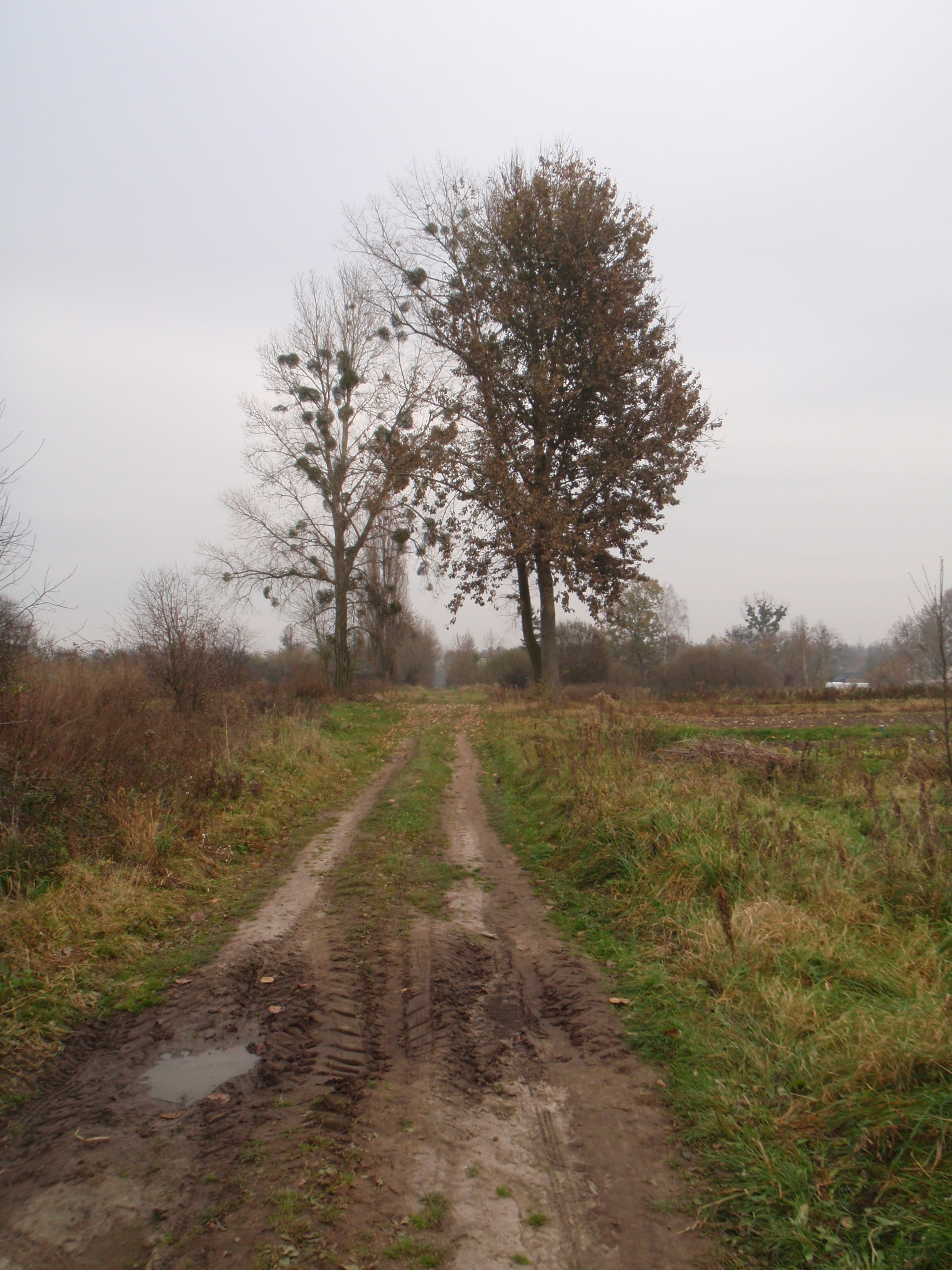
Dawny gościniec we wsi

Chrząchówek – wieś w Polsce położona w województwie lubelskim, w powiecie puławskim, w gminie Końskowola. Wieś stanowi sołectwo gminy Końskowola. 
Leży na Wysoczyźnie Lubartowskiej, nad Kurówką.
Wierni Kościoła rzymskokatolickiego należą do parafii Znalezienia Krzyża Świętego i św. Andrzeja Apostoła w Końskowoli.
Według AI jest to najtrudniej wymawialna miejscowość w województwie lubelskim.

## Historia
- Chrząchówek został założony w XV wieku[7]. Toponimika wskazuje na związki z pobliskim Chrząchowem. Jan Długosz zanotował wieś jako Krzoszowek[10].
- Wieś szlachecka położona była w drugiej połowie XVI wieku w powiecie lubelskim województwa lubelskiego[11].
- Wieś Chrzochówek wchodziła w 1662 roku w skład majętności końskowolskiej Łukasza Opalińskiego[12].
- W 1676 roku wieś zapłaciła pogłówne od 58 poddanych[10].
- Słownik geograficzny Królestwa Polskiego i innych krajów słowiańskich podaje, że w 1827 roku było we wsi 42 domy i 297 mieszkańców[13].

## Ludzie urodzeni w Chrząchówku
- Bolesław Chabros (1913), żołnierz Batalionów Chłopskich, artysta malarz[7]
- Antoni Furtak (1944), poseł na Sejm
- Henryk Więzik (1945), maratończyk